# Allan Bentsen
Allan Bentsen (født 21. august 1968 i Odense) er en dansk bordtennisspiller. Han vandt det danske mesterskab i herresingle syv gange i løbet af 1990'erne. Alligevel vil han især blive husket for sine kvaliteter som holdspiller. Han har vundet 10 nationale mesterskaber for hold fordelt på tre lande. Og den største triumf fik han, da han ved stillingen 2-2 i EM-finalen i 2005 vandt den altafgørende kamp og dermed sikrede Danmark mesterskabet for første gang. 
I 2010 gjorde Allan comeback på landsholdet, og samme år vandt han VM for veteraner i aldersklassen 40-49, efter en tæt finalesejr på 3-2 i sæt mod Wang Yan Sheng.
Allan Bentsen er i dag ansat som spillende sportsdirektør i Roskilde Bordtennis, BTK 61, hvor han for 3. år i træk skal spille med i Champions League.